# 男性の肖像 (ベラスケス)
『男性の肖像』（だんせいのしょうぞう、スペイン語: Retrato de caballero、英語: Portrait of a Man）は、スペインのバロック絵画の巨匠ディエゴ・ベラスケスが1635年ごろ、キャンバス上に油彩で制作した絵画である。 現在、ニューヨークのメトロポリタン美術館に所蔵されている。長い間、作者については確定されていなかったが、絵画は2009年にふたたびディエゴ・ベラスケスに帰属された。なお、本作はベラスケスの自画像である可能性があり、そうであれば画家の死後の目録に記載された『未完成の半身像』なのかもしれない。

## 歴史
『男性の肖像』は、かつてジョージ2世 (イギリス王) の庶子のヨハン・ルートヴィヒ・フォン・ヴァルモーデン＝ギンボルン伯爵の所有であった。絵画は、1917年にドイツの著名な美術史家アウグスト・マイヤーの著作の中でベラスケスの自画像と見なされた。その後、絵画はジョゼフ・デュヴィーン に所有されたが、彼は1926年、作品がベラスケスの真作であるという了解でジュール・バッシュに112万5千ドルで売却した。1949年に、バッシュは作品をメトロポリタン美術館に遺贈した。絵具が黒ずみ、ニス焼けをしていた本作は、1953年と1965年に修復、洗浄されたが、スペインの研究者のホセ・ロペス＝レイ (José López-Rey) により1960年代にベラスケスの工房作として帰属され、1979年にメトロポリタン美術館もその判断に同意した。

## 作品

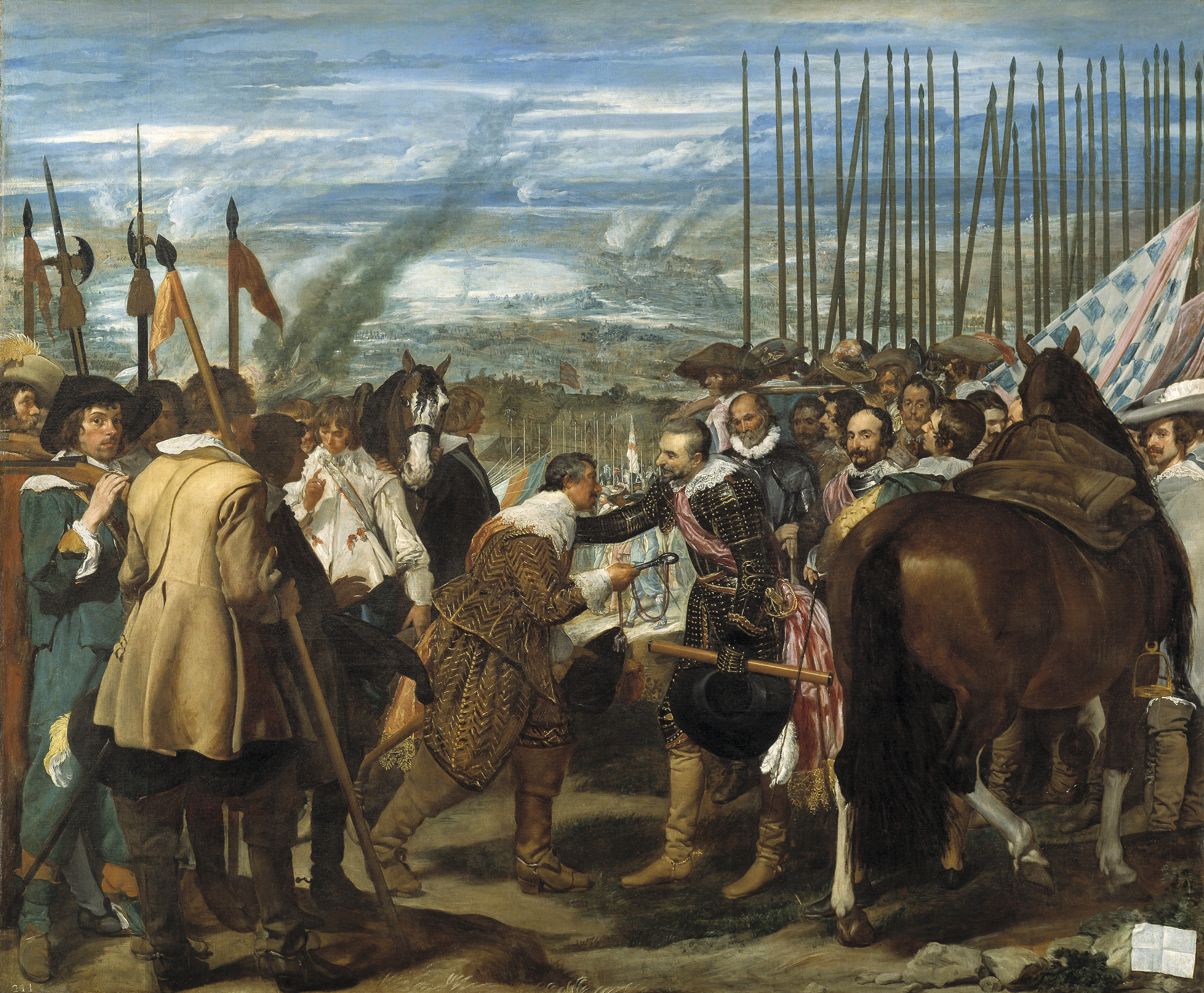
ディエゴ・ベラスケス『ブレダの開城』 (1634-1635年)、プラド美術館、マドリード

2009年、美術館の保存部門のマイケル・ギャラガー (Michael Gallagher ) による最近の洗浄と修復の結果、1920年代に塗布され変色した厚いニス層が、広範囲に不適切に施された修復の形跡を覆い隠していたことがわかった。当時の絵画の所有者デュヴィーンは、作品が「よりオールドマスター」的に見えるよう加筆させたのかもしれない。2009年の修復により、くすんだ緑色のような色調は灰色であることが明らかになり、筆致の細部と長い間隠されていた、生き生きとした色彩が発見されるに及び、美術館は伝統的なベラスケスへの帰属をふたたび採用した。ベラスケス研究の第一人者である美術史家のジョナサン・ブラウンの言葉によると、「一目見るだけで充分であった…絵画は生涯、私が意識してきたものであった。素晴らしい発見である。突然、シンデレラのように浮かびあった」。
X線調査によって、キャンバスの地塗りには弧を描くような筆致が見られ、パレットナイフかスパチュラが用いられたことがわかった。これはベラスケスに特有の描き方である。ベラスケスは、ほのかにピンク色を帯びた黄褐色で地塗りをした画面に男性の外形を大まかに下描きした。それらの線の一部は、男性の輪郭の周りに見ることができる。画家はまず人物を塗り、次いで周囲を灰色で彩った。また、より鋭い角度で斜めを向くように顔の向きを修正している。衣服のプールポワンは黒一色で塗られ、芯の入った堅い襟は白い絵具で素早く描かれている。画家は顔のみ細部まで入念に仕上げた。
絵画はモデルを前にして、非公式の様式で描かれている。不連続のゆらめくような輪郭はこの肖像の表面を生き生きとさせており、ベラスケスの技巧と、限られた色数の中での見事な統御法を典型的に示している。本作の人物は、ベラスケスがスペインのオランダに対する勝利を記念するために描いた『ブレダの開城』 (プラド美術館) の右端の人物によく似ており、同一人物を表していることは間違いない。1917年に、マイヤーはそのことを指摘し、さらに両作品の人物の肖像が画家の自画像であるとみなしたが、自画像であるか否かについては当時、疑問の声が上がった。本作は、おそらく『ブレダの開城』の右端の人物像の習作であったと思われるものの、モデルについては未解決のままになっている。